# Ernest Rides Again
Ernest Rides Again (No Brasil, Ernest e as Jóias da Coroa) é um filme de comédia produzido nos Estados Unidos em 1993, dirigido por John R. Cherry III e protagonizado por Jim Varney.